# White County (Illinois)
White County is een county in de Amerikaanse staat Illinois.
De county heeft een landoppervlakte van 1.282 km² en telt 15.371 inwoners (volkstelling 2000). De hoofdplaats is Carmi.